# رينو 9 أو 11
رينو 9 أو 11 سيارة من إنتاج مصنع السيارات الفرنسي رينو.وتصنف السيارة كـ سيارة عائلية صغيرة.إصدار هذا الموديل جاء تعويضاً لموديل رينو 14 وتلاه رينو 19.
بدأ إنتاجها سنة 1981 واستمر إلى غاية سنة 1989.